# VHK ROBE Vsetín 2023/2024
VHK ROBE Vsetín 2023/2024 popisuje působení hokejového klubu VHK ROBE Vsetín ve druhé nejvyšší české soutěži v sezóně 2023/2024. Hlavním trenérem klubu je Jiří Weintritt.

## Klub

### Realizační tým
Hlavním trenérem je Jiří Weintritt, jeho asistentem je Luboš Rob. Trenérem brankářů je Roman Peschout.
| Post             | Jméno          |
| ---------------- | -------------- |
| Hlavní trenér    | Jiří Weintritt |
| Šéftrenér        | Jiří Weintritt |
| Asistent trenéra | Luboš Rob      |
| Trenér brankářů  | Roman Peschout |
| Kondiční trenér  | Roman Alexa    |
| Fyzioterapeutka  | Lucie Srníková |
| Vedoucí mužstva  | Ondřej Lukáč   |
| Manžér A-týmu    | Petr Marek     |
| Masér            | Radim Ostrčil  |

## Soupiska

### První tým
Aktuální k datu 27. prosince 2023.
| Číslo    | Hráč              | Nár.      | Datum narození a věk       | Zápasy   | Góly     | Asistence | Body     | +/-      | TM       |
| Brankáři | Brankáři          | Brankáři  | Brankáři                   | Brankáři | Brankáři | Brankáři  | Brankáři | Brankáři | Brankáři |
| -------- | ----------------- | --------- | -------------------------- | -------- | -------- | --------- | -------- | -------- | -------- |
| 31       | Adam Pavlíček     | Česko     | 3. května 2004 (20 let)    | 1        | —        | —         | —        | —        | 0        |
| 33       | Patrik Romančík   | Slovensko | 16. března 1994 (31 let)   | 13       | —        | —         | —        | —        | 0        |
| 60       | Maksim Zhukov     | Rusko     | 22. července 1999 (25 let) | 20       | —        | 2         | 2        | —        | 0        |
| Obránci  |                   |           |                            |          |          |           |          |          |          |
|          | Jan Hamřík        | Česko     | 3. listopadu 2005 (19 let) | 3        | 0        | 1         | 1        | -1       | 2        |
| 5        | Ondřej Smetana    | Česko     | 26. srpna 1992 (32 let)    | 29       | 1        | 6         | 7        | +9       | 10       |
| 6        | Tom Ondračka      | Česko     | 13. dubna 2000 (24 let)    | 18       | 0        | 6         | 6        | +6       | 6        |
| 7        | Jakub Teper       | Česko     | 28. dubna 1992 (32 let)    | 0        | 0        | 0         | 0        | 0        | 0        |
| 16       | Šimon Jenáček     | Česko     | 1. srpna 2001 (23 let)     | 29       | 4        | 14        | 18       | +12      | 8        |
| 24       | Jakub Ďurkáč      | Česko     | 10. dubna 1997 (27 let)    | 27       | 2        | 7         | 9        | 0        | 18       |
| 26       | Markus Kojo       | Finsko    | 30. března 1994 (30 let)   | 19       | 1        | 2         | 3        | -3       | 3        |
| 39       | Rayen Petrovický  | Slovensko | 27. února 2002 (23 let)    | 14       | 0        | 2         | 2        | -3       | 2        |
| 41       | Mads Larsen       | Dánsko    | 10. června 1995 (29 let)   | 21       | 5        | 5         | 10       | +6       | 4        |
| 63       | Michal Hryciow    | Česko     | 27. srpna 1995 (29 let)    | 17       | 0        | 3         | 3        | +6       | 6        |
| 65       | Robin Staněk      | Česko     | 30. prosince 1988 (36 let) | 31       | 6        | 6         | 12       | +3       | 18       |
| 86       | Marcel Kunc       | Česko     | 5. června 2000 (24 let)    | 3        | 0        | 0         | 0        | +1       | 0        |
| Útočníci |                   |           |                            |          |          |           |          |          |          |
| 3        | Jan Kern          | Česko     | 27. července 1999 (25 let) | 32       | 10       | 8         | 18       | +5       | 24       |
| 8        | Roman Vaňo        | Slovensko | 17. září 2002 (22 let)     | 19       | 2        | 2         | 4        | -4       | 16       |
| 9        | Daniels Berzinš   | Lotyšsko  | 6. února 1999 (26 let)     | 21       | 3        | 5         | 8        | +4       | 16       |
| 11       | Miroslav Holec    | Česko     | 8. listopadu 1987 (37 let) | 11       | 1        | 2         | 3        | +3       | 4        |
| 13       | Štěpán Bláha      | Česko     | 25. dubna 1997 (27 let)    | 21       | 2        | 1         | 3        | -2       | 6        |
| 14       | Adam Koláček      | Česko     | 27. září 2006 (18 let)     | 6        | 1        | 1         | 2        | -3       | 0        |
| 19       | Pavel Klhůfek     | Česko     | 27. října 1991 (33 let)    | 23       | 7        | 7         | 14       | +4       | 12       |
| 21       | Matyáš Dědek      | Česko     | 22. října 2004 (20 let)    | 31       | 6        | 11        | 17       | +6       | 2        |
| 22       | Vít Jonák         | Česko     | 17. července 1991 (33 let) | 32       | 10       | 17        | 27       | +8       | 11       |
| 23       | Luboš Rob         | Česko     | 18. dubna 1995 (29 let)    | 32       | 11       | 18        | 29       | +10      | 43       |
| 25       | Pavel Kubiš       | Česko     | 17. března 1985 (39 let)   | 18       | 2        | 2         | 4        | +1       | 4        |
| 27       | Tomáš Vávra       | Česko     | 22. ledna 1991 (34 let)    | 7        | 2        | 2         | 4        | +1       | 2        |
| 55       | Marek Melenovský  | Česko     | 14. června 2003 (21 let)   | 2        | 0        | 1         | 1        | +1       | 0        |
| 61       | Roman Půček       | Česko     | 13. dubna 2000 (24 let)    | 13       | 6        | 5         | 11       | +7       | 8        |
| 73       | Adam Hořanský     | Česko     | 23. února 1996 (29 let)    | 24       | 2        | 9         | 11       | +5       | 0        |
| 88       | Erik Hrňa         | Česko     | 25. června 1988 (36 let)   | 29       | 13       | 15        | 28       | +8       | 10       |
| 91       | Tomáš Jandus      | Česko     | 2. prosince 1997 (27 let)  | 32       | 8        | 12        | 20       | +6       | 24       |
| 96       | Matouš Kratochvíl | Česko     | 2. prosince 1994 (30 let)  | 32       | 3        | 8         | 11       | -2       | 8        |

Poznámky
- Kurzívou mají číslo hráči, kteří odešli v průběhu sezony.

### Příchody v průběhu sezóny
| Č. | Poz.    | Nár.  | Hráč          | Věk | Odkud přišel     | Typ               | Ref.  |
| -- | ------- | ----- | ------------- | --- | ---------------- | ----------------- | ----- |
| 86 | Obránce | Česko | Marcel Kunc   | 23  | AZ Havířov       | střídavé starty   |       |
| 95 | Útočník | Česko | Vojtěch Šuhaj | 22  | HC Frýdek-Místek | hostování (31.1.) | [ 2 ] |

### Odchody v průběhu sezóny
| Č. | Poz.    | Nár.  | Hráč          | Věk | Kam odešel         | Typ              | Ref.  |
| -- | ------- | ----- | ------------- | --- | ------------------ | ---------------- | ----- |
| 60 | Brankář | Rusko | Maksim Zhukov | 24  | Bílí Tygři Liberec | střídavé starty  | [ 3 ] |
| 7  | Obránce | Česko | Jakub Teper   | 31  | HC Frýdek-Místek   | hostování (31.1) | [ 2 ] |
| 25 | Útočník | Česko | Pavel Kubiš   | 38  | HC Frýdek-Místek   | hostování (31.1) | [ 2 ] |

## Přípravné zápasy před sezonou
- 15.8.2023 HK Nitra - VHK ROBE Vsetín 4:2 (1:0, 1:2, 2:0)
- 17.8.2023 VHK ROBE Vsetín - HK DUKLA Trenčín 6:5sn (0:2, 2:1, 3:2 – 0:0 – 1:0)
- 22.8.2023 HC ZUBR Přerov - VHK ROBE Vsetín 1:3 (1:1, 0:1, 0:1)
- 24.8.2023 HK DUKLA Trenčín - VHK ROBE Vsetín 4:3pp (0:1, 0:1, 3:1 – 1:0)
- 29.8.2023 VHK ROBE Vsetín - HKM Zvolen 3:7 (1:2, 1:2, 1:3)
- 31.8.2023 VHK ROBE Vsetín - HK Nitra 2:3 (1:1, 1:2, 0:0)
- 6.9.2023 VHK ROBE Vsetín - HK Dukla Ingema Michalovce 4:1 (1:0, 2:0, 1:1)

## Chance Liga
Hlavní článek: 1. česká hokejová liga 2023/2024
| Poř. | Tým                      | Z  | V  | VP | PP | P  | VG  | OG | B  |
| ---- | ------------------------ | -- | -- | -- | -- | -- | --- | -- | -- |
| 1.   | HC RT TORAX Poruba       | 33 | 22 | 6  | 3  | 2  | 121 | 69 | 81 |
| 2.   | VHK ROBE Vsetín          | 33 | 20 | 3  | 0  | 10 | 113 | 83 | 66 |
| 3.   | LHK Jestřábi Prostějov   | 33 | 16 | 4  | 1  | 12 | 103 | 89 | 57 |
| 4.   | SK Horácká Slavia Třebíč | 33 | 15 | 3  | 6  | 9  | 91  | 84 | 57 |
| 5.   | HC Baník Sokolov         | 33 | 14 | 4  | 3  | 12 | 89  | 78 | 53 |

| Vysvětlivka        |
| ------------------ |
| Postup do play-off |

### Přehled
| Celkem | Celkem | Celkem | Celkem | Celkem | Celkem | Celkem | Celkem | Celkem | Doma | Doma | Doma | Doma | Doma | Doma | Doma | Venku | Venku | Venku | Venku | Venku | Venku | Venku |
| Z      | V      | VP     | PP     | P      | VG     | OG     | GR     | Body   | V    | VP   | PP   | P    | VG   | OG   | Body | V     | VP    | PP    | P     | VG    | OG    | Body  |
| ------ | ------ | ------ | ------ | ------ | ------ | ------ | ------ | ------ | ---- | ---- | ---- | ---- | ---- | ---- | ---- | ----- | ----- | ----- | ----- | ----- | ----- | ----- |
| 33     | 20     | 3      | 0      | 10     | 113    | 83     | +30    | 66     | 12   | 1    | 0    | 4    | 69   | 46   | 38   | 8     | 2     | 0     | 6     | 44    | 37    | 28    |

#### 1. čtvrtina
| 13. září 2023 17:30 | SK Horácká Slavia Třebíč | 0 : 2 (0:2, 0:0, 0:0) | VHK ROBE Vsetín | KHNP Arena, Třebíč Návštěvnost: 953 |  |

| Report         |                |          |                                                       |                                                                      |
| Samu Pakarinen | Samu Pakarinen | Brankáři | Maksim Zhukov                                         | Rozhodčí: Lukáš Květoň Jan Jaroš Čároví: Jakub Maňák František Pěkný |
|                |                | 0:1 0:2  | 13:08' Ďurkáč (Jonák, Rob) 19:52' Dědek (Hrňa, Půček) | Rozhodčí: Lukáš Květoň Jan Jaroš Čároví: Jakub Maňák František Pěkný |
| 6 min          | 6 min          | Tresty   | 10 min                                                | Rozhodčí: Lukáš Květoň Jan Jaroš Čároví: Jakub Maňák František Pěkný |
| 25             | 25             | Střely   | 22                                                    | Rozhodčí: Lukáš Květoň Jan Jaroš Čároví: Jakub Maňák František Pěkný |

| 16. září 2023 17:00 | VHK ROBE Vsetín | 7 : 4 (5:2, 1:1, 1:1) | HC Slavia Praha | Na Lapači, Vsetín Návštěvnost: 2 531 |  |

| Report | |                                             |                                                                                           |                                                                      |
| Maksim Zhukov | Maksim Zhukov | Brankáři                                    | Roman Málek                                                                               | Rozhodčí: Jan Grygera Martin Rapák Čároví: Jan Kleprlík David Otáhal |
| Půček (Dědek, Ďurkáč) 03:21' Hrňa (Ďurkáč) 05:06' Berzinš (Jonák) 06:31' Půček (Ondračka, Dědek) 10:07' Kern (Hrňa, Kratochvíl) 12:45' Jonák (Berzinš, Rob) 20:10' Vávra (Smetana, Hrňa) 40:36' | Půček (Dědek, Ďurkáč) 03:21' Hrňa (Ďurkáč) 05:06' Berzinš (Jonák) 06:31' Půček (Ondračka, Dědek) 10:07' Kern (Hrňa, Kratochvíl) 12:45' Jonák (Berzinš, Rob) 20:10' Vávra (Smetana, Hrňa) 40:36' | 0:1 1:1 2:1 3:1 4:1 5:1 5:2 6:2 6:3 7:3 7:4 | 00:52' Knotek (Brož) 15:39' Knotek (Všetečka, Brož) 36:30' Všetečka (Kulda) 41:24' Knotek | Rozhodčí: Jan Grygera Martin Rapák Čároví: Jan Kleprlík David Otáhal |
| 8 min | 8 min | Tresty                                      | 14 min                                                                                    | Rozhodčí: Jan Grygera Martin Rapák Čároví: Jan Kleprlík David Otáhal |
| 35 | 35 | Střely                                      | 28                                                                                        | Rozhodčí: Jan Grygera Martin Rapák Čároví: Jan Kleprlík David Otáhal |

| 20. září 2023 17:30 | VHK ROBE Vsetín | 6 : 4 (1:1, 3:1, 2:2) | HC Stadion Litoměřice | Na Lapači, Vsetín Návštěvnost: 2 131 |  |

| Report | |                                         |                                                                                         |                                                                         |
| Maksim Zhukov | Maksim Zhukov | Brankáři                                | Lukáš Pařík                                                                             | Rozhodčí: Zbyněk Kubičík Jakub Koziol Čároví: Henrich Kráľ Martin Tvrdý |
| Berzinš (Hrňa) 00:49' Rob (Berzinš, Jonák) 24:20' Vaňo (Vávra) 26:25' Kojo (Jandus, Kern) 35:02' Jonák (Rob, Ondračka) 42:09' Rob (Jonák, Berzinš) 54:48' | Berzinš (Hrňa) 00:49' Rob (Berzinš, Jonák) 24:20' Vaňo (Vávra) 26:25' Kojo (Jandus, Kern) 35:02' Jonák (Rob, Ondračka) 42:09' Rob (Jonák, Berzinš) 54:48' | 1:0 1:1 2:1 3:1 3:2 4:2 4:3 5:3 5:4 6:4 | 15:30' Sihvonen (Jícha) 33:27' Ton 41:06' Ton (Sihvonen, Husák) 45:32' Aubrecht (Jícha) | Rozhodčí: Zbyněk Kubičík Jakub Koziol Čároví: Henrich Kráľ Martin Tvrdý |
| 14 min | 14 min | Tresty                                  | 8 min                                                                                   | Rozhodčí: Zbyněk Kubičík Jakub Koziol Čároví: Henrich Kráľ Martin Tvrdý |
| 35 | 35 | Střely                                  | 24                                                                                      | Rozhodčí: Zbyněk Kubičík Jakub Koziol Čároví: Henrich Kráľ Martin Tvrdý |

| 23. září 2023 16:30 | HC Dukla Jihlava | 5 : 6 PP (3:2, 1:2, 1:1 – 0:1) | VHK ROBE Vsetín | Zimní stadion Pelhřimov, Pelhřimov Návštěvnost: 1 366 |  |

| Report | |                                             | |                                                                       |
| Filip Maláč (od 41. minuty Adam Beran) | Filip Maláč (od 41. minuty Adam Beran) | Brankáři                                    | Maksim Zhukov | Rozhodčí: Roman Svoboda Lukáš Bejček Čároví: Jan Vašíček Henrich Kráľ |
| Mareš (Havránek, Štefančík) 01:32' Cachnín (Havránek, Štefančík) 14:10' Vala (Kolář, Havránek) 17:23' Berger (Šik, Ozols) 17:23' Havránek (Cachnín, Bilčík) 54:32' | Mareš (Havránek, Štefančík) 01:32' Cachnín (Havránek, Štefančík) 14:10' Vala (Kolář, Havránek) 17:23' Berger (Šik, Ozols) 17:23' Havránek (Cachnín, Bilčík) 54:32' | 1:0 1:1 2:1 2:2 3:2 4:2 4:3 4:4 5:4 5:5 5:6 | 06:45' Jenáček (Kern, Vaňo) 14:34' Jandus 31:08' Jonák (Ďurkáč, Zhukov) 32:54' Vávra 56:21' Staněk (Rob) 63:00' Jandus (Staněk, Zhukov) | Rozhodčí: Roman Svoboda Lukáš Bejček Čároví: Jan Vašíček Henrich Kráľ |
| 8 min | 8 min | Tresty                                      | 4 min | Rozhodčí: Roman Svoboda Lukáš Bejček Čároví: Jan Vašíček Henrich Kráľ |
| 28 | 28 | Střely                                      | 17 | Rozhodčí: Roman Svoboda Lukáš Bejček Čároví: Jan Vašíček Henrich Kráľ |

| 25. září 2023 17:30 | VHK ROBE Vsetín | 2 : 6 (1:2, 1:3, 0:1) | HC RT TORAX Poruba 2011 | Na Lapači, Vsetín Návštěvnost: 2 195 |  |

| Report                                                      |                                                             |                                 | |                                                                      |
| Maksim Zhukov (od 34. minuty Adam Pavlíček)                 | Maksim Zhukov (od 34. minuty Adam Pavlíček)                 | Brankáři                        | Ondřej Bláha | Rozhodčí: Tomáš Cabák Jiří Ondráček Čároví: Roman Zídek Tomáš Bezděk |
| Jandus (Smetana, Vávra) 03:13' Vaňo (Kojo, Hořanský) 22:06' | Jandus (Smetana, Vávra) 03:13' Vaňo (Kojo, Hořanský) 22:06' | 1:0 1:1 1:2 2:2 2:3 2:4 2:5 2:6 | 05:08' Christov 16:52' Střondala (Šoustal) 30:36' Šoustal (Tvrdoň, Střondala) 31:30' Šedivý (Berisha) 33:18' Šedivý (Doudera, Bláha) 45:32' Šedivý (Razgals, Pohl) | Rozhodčí: Tomáš Cabák Jiří Ondráček Čároví: Roman Zídek Tomáš Bezděk |
| 4 min                                                       | 4 min                                                       | Tresty                          | 12 min | Rozhodčí: Tomáš Cabák Jiří Ondráček Čároví: Roman Zídek Tomáš Bezděk |
| 26                                                          | 26                                                          | Střely                          | 28 | Rozhodčí: Tomáš Cabák Jiří Ondráček Čároví: Roman Zídek Tomáš Bezděk |

| 27. září 2023 18:00 | HC ZUBR Přerov | 1 : 3 (1:0, 0:1, 0:2) | VHK ROBE Vsetín | Meo Aréna, Přerov Návštěvnost: 1 329 |  |

| Report         |                |                 | |                                                                    |
| Michal Postava | Michal Postava | Brankáři        | Patrik Romančík                                                                                    | Rozhodčí: Tomáš Horák Tomáš Micka Čároví: Pavel Mikšík Jan Vašíček |
| Chludil 09:32' | Chludil 09:32' | 1:0 1:1 1:2 1:3 | 23:58' Staněk (Rob) 57:02' Hrňa (Kratochvíl, Půček) 59:10' Hořanský (Rob, Kern, do prázdné branky) | Rozhodčí: Tomáš Horák Tomáš Micka Čároví: Pavel Mikšík Jan Vašíček |
| 12 min         | 12 min         | Tresty          | 12 min                                                                                             | Rozhodčí: Tomáš Horák Tomáš Micka Čároví: Pavel Mikšík Jan Vašíček |
| 26             | 26             | Střely          | 38                                                                                                 | Rozhodčí: Tomáš Horák Tomáš Micka Čároví: Pavel Mikšík Jan Vašíček |

| 30. září 2023 17:00 | VHK ROBE Vsetín | 2 : 1 (0:1, 1:0, 1:0) | HC Dynamo Pardubice B | Na Lapači, Vsetín Návštěvnost: 2 426 |  |

| Report                                                    |                                                           |             |                                 |                                                                        |
| Patrik Romančík                                           | Patrik Romančík                                           | Brankáři    | David Honzík                    | Rozhodčí: Jan Grygera Tomáš Mejzlík Čároví: David Otáhal Roman Komínek |
| Smetana (Ondračka, Kratochvíl) 36:14' Staněk (Rob) 44:53' | Smetana (Ondračka, Kratochvíl) 36:14' Staněk (Rob) 44:53' | 0:1 1:1 2:1 | 19:49' Urban (Hrníčko, Kubíček) | Rozhodčí: Jan Grygera Tomáš Mejzlík Čároví: David Otáhal Roman Komínek |
| 8 min                                                     | 8 min                                                     | Tresty      | 14 min                          | Rozhodčí: Jan Grygera Tomáš Mejzlík Čároví: David Otáhal Roman Komínek |
| 40                                                        | 40                                                        | Střely      | 18                              | Rozhodčí: Jan Grygera Tomáš Mejzlík Čároví: David Otáhal Roman Komínek |

| 4. října 2023 18:00 | HC Baník Sokolov | 3 : 0 (1:0, 0:0, 2:0) | VHK ROBE Vsetín | Zimní stadion Sokolov, Sokolov Návštěvnost: 637 |  |

| Report                                                                                      |                                                                                             |             |                 |                                                                                  |
| Vladislav Habal                                                                             | Vladislav Habal                                                                             | Brankáři    | Patrik Romančík | Rozhodčí: Miroslav Petružálek Roman Svoboda Čároví: Ondřej Kokrment Jakub Teršíp |
| Csamango (Mikyska) 03:06' Přikryl (Habal) 53:27' Kružík (Přikryl, do prázdné branky) 59:15' | Csamango (Mikyska) 03:06' Přikryl (Habal) 53:27' Kružík (Přikryl, do prázdné branky) 59:15' | 1:0 2:0 3:0 |                 | Rozhodčí: Miroslav Petružálek Roman Svoboda Čároví: Ondřej Kokrment Jakub Teršíp |
| 4 min                                                                                       | 4 min                                                                                       | Tresty      | 6 min           | Rozhodčí: Miroslav Petružálek Roman Svoboda Čároví: Ondřej Kokrment Jakub Teršíp |
| 17                                                                                          | 17                                                                                          | Střely      | 39              | Rozhodčí: Miroslav Petružálek Roman Svoboda Čároví: Ondřej Kokrment Jakub Teršíp |

| 7. října 2023 17:00 | VHK ROBE Vsetín | 4 : 2 (2:1, 1:1, 1:0) | Berani Zlín | Na Lapači, Vsetín Návštěvnost: 4 682 |  |

| Report | |                         |                                                   |                                                                       |
| Maksim Zhukov | Maksim Zhukov | Brankáři                | Daniel Huf                                        | Rozhodčí: Přemysl Skopal Jan Jaroš Čároví: Ondřej Veselý Martin Tvrdý |
| Rob (Ondračka) 08:58' Ondračka (Kratochvíl) 19:43' Klhůfek (Smetana, Kratochvíl) 28:29' Rob (Jonák, Berzinš, do prázdné branky) 59:33' | Rob (Ondračka) 08:58' Ondračka (Kratochvíl) 19:43' Klhůfek (Smetana, Kratochvíl) 28:29' Rob (Jonák, Berzinš, do prázdné branky) 59:33' | 0:1 1:1 2:1 3:1 3:2 4:2 | 06:55' Čáp (Novotný) 38:30' Novák (Kindl, Salmio) | Rozhodčí: Přemysl Skopal Jan Jaroš Čároví: Ondřej Veselý Martin Tvrdý |
| 13 min | 13 min | Tresty                  | 15 min                                            | Rozhodčí: Přemysl Skopal Jan Jaroš Čároví: Ondřej Veselý Martin Tvrdý |
| 27 | 27 | Střely                  | 18                                                | Rozhodčí: Přemysl Skopal Jan Jaroš Čároví: Ondřej Veselý Martin Tvrdý |

| 9. října 2023 18:00 | HC Frýdek-Místek | 1 : 4 (1:2, 0:0, 0:2) | VHK ROBE Vsetín | Hala Polárka, Frýdek-Místek Návštěvnost: 927 |  |

| Report                           |                                  |                     | |                                                                             |
| Patrik Švančara                  | Patrik Švančara                  | Brankáři            | Maksim Zhukov                                                                                                  | Rozhodčí: Zbyněk Kubičík Martin Rapák Čároví: Ondřej Veselý Jaroslav Peruha |
| Hotěk (Doktor, Kowalczyk) 09:09' | Hotěk (Doktor, Kowalczyk) 09:09' | 0:1 1:1 1:2 1:3 1:4 | 04:11' Jenáček (Půček) 16:35' Hrňa (Kratochvíl, Smetana) 42:59' Půček (Kratochvíl) 47:59' Jonák (Vaňo, Staněk) | Rozhodčí: Zbyněk Kubičík Martin Rapák Čároví: Ondřej Veselý Jaroslav Peruha |
| 8 min                            | 8 min                            | Tresty              | 10 min | Rozhodčí: Zbyněk Kubičík Martin Rapák Čároví: Ondřej Veselý Jaroslav Peruha |
| 22                               | 22                               | Střely              | 35 | Rozhodčí: Zbyněk Kubičík Martin Rapák Čároví: Ondřej Veselý Jaroslav Peruha |

| 11. října 2023 17:30 | VHK ROBE Vsetín | 3 : 2 PP (2:1, 0:0, 0:1 – 1:0) | HC LERAM Orli Znojmo | Na Lapači, Vsetín Návštěvnost: 2 090 |  |

| Report                                                                            |                                                                                   |                     |                                                              |                                                                        |
| Maksim Zhukov                                                                     | Maksim Zhukov                                                                     | Brankáři            | Dominik Groh                                                 | Rozhodčí: Tomas Šico Ondřej Šudoma Čároví: Patrik Augusta David Otáhal |
| Půček (Hrňa, Jenáček) 04:18' Hrňa (Půček, Hryciow) 12:25' Jandus (Jenáček) 61:22' | Půček (Hrňa, Jenáček) 04:18' Hrňa (Půček, Hryciow) 12:25' Jandus (Jenáček) 61:22' | 1:0 1:1 2:1 2:2 3:2 | 10:25' Matuš (Svoboda, Bartko) 43:03' Tejnor (Matuš, Hruška) | Rozhodčí: Tomas Šico Ondřej Šudoma Čároví: Patrik Augusta David Otáhal |
| 10 min                                                                            | 10 min                                                                            | Tresty              | 12 min                                                       | Rozhodčí: Tomas Šico Ondřej Šudoma Čároví: Patrik Augusta David Otáhal |
| 40                                                                                | 40                                                                                | Střely              | 17                                                           | Rozhodčí: Tomas Šico Ondřej Šudoma Čároví: Patrik Augusta David Otáhal |

| 14. října 2023 17:00 | SC Marimex Kolín | 2 : 3 (0:0, 2:1, 0:2) | VHK ROBE Vsetín | Zimní stadion města Kolín, Kolín Návštěvnost: 1 252 |  |

| Report                                        |                                               |                     |                                                                                       |                                                                     |
| Jakub Soukup                                  | Jakub Soukup                                  | Brankáři            | Patrik Romančík                                                                       | Rozhodčí: Lukáš Bejček Tomáš Micka Čároví: Václav Beneš Jakub Maňák |
| Chalupa 26:15' Moravec (Němec, Dlouhý) 39:01' | Chalupa 26:15' Moravec (Němec, Dlouhý) 39:01' | 1:0 1:1 2:1 2:2 2:3 | 30:43' Larsen (Jandus, Kern) 43:16' Kern (Jandus, Holec) 46:35' Hrňa (Půček, Smetana) | Rozhodčí: Lukáš Bejček Tomáš Micka Čároví: Václav Beneš Jakub Maňák |
| 8 min                                         | 8 min                                         | Tresty              | 8 min                                                                                 | Rozhodčí: Lukáš Bejček Tomáš Micka Čároví: Václav Beneš Jakub Maňák |
| 38                                            | 38                                            | Střely              | 29                                                                                    | Rozhodčí: Lukáš Bejček Tomáš Micka Čároví: Václav Beneš Jakub Maňák |

| 18. října 2023 17:00 | VHK ROBE Vsetín | 2 : 3 (1:1, 1:1, 0:1) | LHK Jestřábi Prostějov | Na Lapači, Vsetín Návštěvnost: 2 044 |  |

| Report                                         |                                                |                     |                                                                                         |                                                                           |
| Patrik Romančík                                | Patrik Romančík                                | Brankáři            | Marek Štipčák                                                                           | Rozhodčí: Jiří Ondráček Tomáš Mejzlík Čároví: Václav Hanzlík Martin Tvrdý |
| Jonák (Rob) 19:26' Hrňa (Larsen, Jonák) 31:34' | Jonák (Rob) 19:26' Hrňa (Larsen, Jonák) 31:34' | 0:1 1:1 2:1 2:2 2:3 | 17:06' Veselý (Jiránek, Fronk) 38:27' Doležal (Slanina, Račuk) 45:29' Maruna (Venkrbec) | Rozhodčí: Jiří Ondráček Tomáš Mejzlík Čároví: Václav Hanzlík Martin Tvrdý |
| 6 min                                          | 6 min                                          | Tresty              | 8 min                                                                                   | Rozhodčí: Jiří Ondráček Tomáš Mejzlík Čároví: Václav Hanzlík Martin Tvrdý |
| 42                                             | 42                                             | Střely              | 28                                                                                      | Rozhodčí: Jiří Ondráček Tomáš Mejzlík Čároví: Václav Hanzlík Martin Tvrdý |

#### 2. čtvrtina
| 21. října 2023 17:00 | VHK ROBE Vsetín | 5 : 2 (3:0, 1:2, 1:0) | SK Horácká Slavia Třebíč | Na Lapači, Vsetín Návštěvnost: 2 450 |  |

| Report | |                             |                                                      |                                                                         |
| Patrik Romančík | Patrik Romančík | Brankáři                    | Jan Mičán (od 21. minuty Samu Pakarinen)             | Rozhodčí: Jan Grygera Martin Rapák Čároví: Martin Tvrdý Jaroslav Peluha |
| Staněk (Hořanský, Jandus) 09:22' Staněk (Rob, Jonák) 16:47' Hrňa (Ďurkáč) 17:31' Berzinš (Jonák) 20:13' Kratochvíl (Hořanský, Jandus, do prázdné branky) 59:11' | Staněk (Hořanský, Jandus) 09:22' Staněk (Rob, Jonák) 16:47' Hrňa (Ďurkáč) 17:31' Berzinš (Jonák) 20:13' Kratochvíl (Hořanský, Jandus, do prázdné branky) 59:11' | 1:0 2:0 3:0 4:0 4:1 4:2 5:2 | 24:30' Matě. Svoboda 34:35' Dočekal (Psota, Bittner) | Rozhodčí: Jan Grygera Martin Rapák Čároví: Martin Tvrdý Jaroslav Peluha |
| 10 min | 10 min | Tresty                      | 8 min                                                | Rozhodčí: Jan Grygera Martin Rapák Čároví: Martin Tvrdý Jaroslav Peluha |
| 23 | 23 | Střely                      | 31                                                   | Rozhodčí: Jan Grygera Martin Rapák Čároví: Martin Tvrdý Jaroslav Peluha |

| 23. října 2023 18:00 | HC Slavia Praha | 2 : 3 (1:2, 1:1, 0:0) | VHK ROBE Vsetín | Zimní stadion Eden, Praha Návštěvnost: 1 105 |  |

| Report                                                          |                                                                 |                     |                                                                                             |                                                                     |
| Tomáš Volevecký (od 24. minuty Roman Málek)                     | Tomáš Volevecký (od 24. minuty Roman Málek)                     | Brankáři            | Patrik Romančík                                                                             | Rozhodčí: Jan Hucl Michal Kostourek Čároví: Jakub Dědek Jakub Maňák |
| Knotek (Žejdl, Všetečka) 11:42' Průžek (Knotek, Žovinec) 23:10' | Knotek (Žejdl, Všetečka) 11:42' Průžek (Knotek, Žovinec) 23:10' | 0:1 1:1 1:2 1:3 2:3 | 07:32' Průžek (Knotek, Žovinec) 14:13' Půček (Jenáček, Hrňa) 21:30' Půček (Jenáček, Ďurkáč) | Rozhodčí: Jan Hucl Michal Kostourek Čároví: Jakub Dědek Jakub Maňák |
| 6 min                                                           | 6 min                                                           | Tresty              | 8 min                                                                                       | Rozhodčí: Jan Hucl Michal Kostourek Čároví: Jakub Dědek Jakub Maňák |
| 23                                                              | 23                                                              | Střely              | 28                                                                                          | Rozhodčí: Jan Hucl Michal Kostourek Čároví: Jakub Dědek Jakub Maňák |

| 23. října 2023 18:00 | HC Stadion Litoměřice | 4 : 1 (2:0, 1:0, 1:1) | VHK ROBE Vsetín | Kalich aréna, Litoměřice Návštěvnost: 943 |  |

| Report | |                     |                                                      |                                                                           |
| Lukáš Pařík | Lukáš Pařík | Brankáři            | Patrik Romančík (od 34. do 37. minuty Maksim Zhukov) | Rozhodčí: Miroslav Petružálek David Čáp Čároví: Štefan Belko Jakub Teršíp |
| Sihvonen (Husák, Svoboda) 01:45' Koláček (Costa, Tomek) 02:04' Koláček (Kordule, Costa) 29:08' Kordule (Svoboda, do prázdné branky) 58:04' | Sihvonen (Husák, Svoboda) 01:45' Koláček (Costa, Tomek) 02:04' Koláček (Kordule, Costa) 29:08' Kordule (Svoboda, do prázdné branky) 58:04' | 1:0 2:0 3:0 3:1 4:1 | 45:56' Kubiš (Klhůfek, Hrňa)                         | Rozhodčí: Miroslav Petružálek David Čáp Čároví: Štefan Belko Jakub Teršíp |
| 14 min | 14 min | Tresty              | 29 min                                               | Rozhodčí: Miroslav Petružálek David Čáp Čároví: Štefan Belko Jakub Teršíp |
| 30 | 30 | Střely              | 38                                                   | Rozhodčí: Miroslav Petružálek David Čáp Čároví: Štefan Belko Jakub Teršíp |

| 28. října 2023 17:00 | VHK ROBE Vsetín | 2 : 1 (0:1, 2:0, 0:0) | HC Dukla Jihlava | Na Lapači, Vsetín Návštěvnost: 2 610 |  |

| Report                                                   |                                                          |             |               |                                                                     |
| Maksim Zhukov                                            | Maksim Zhukov                                            | Brankáři    | Adam Beran    | Rozhodčí: Tomáš Šico Radek Wagner Čároví: Tomáš Bezděk Pavel Mikšík |
| Kubiš (Hrňa, Klhůfek) 30:15' Jonák (Rob, Berzinš) 31:20' | Kubiš (Hrňa, Klhůfek) 30:15' Jonák (Rob, Berzinš) 31:20' | 0:1 1:1 2:1 | 13:48' Berger | Rozhodčí: Tomáš Šico Radek Wagner Čároví: Tomáš Bezděk Pavel Mikšík |
| 6 min                                                    | 6 min                                                    | Tresty      | 6 min         | Rozhodčí: Tomáš Šico Radek Wagner Čároví: Tomáš Bezděk Pavel Mikšík |
| 31                                                       | 31                                                       | Střely      | 22            | Rozhodčí: Tomáš Šico Radek Wagner Čároví: Tomáš Bezděk Pavel Mikšík |

| 1. listopadu 2023 18:00 | HC RT TORAX Poruba 2011 | 3 : 0 (0:0, 2:0, 1:0) | VHK ROBE Vsetín | Buly Aréna Kravaře, Kravaře Návštěvnost: 1 085 (vyprodáno) |  |

| Report                                                                                                  | |             |                 |                                                                       |
| Ondřej Bláha                                                                                            | Ondřej Bláha                                                                                            | Brankáři    | Patrik Romančík | Rozhodčí: Roman Svoboda Martin Rapák Čároví: Jan Vašíček Henrich Kráľ |
| Razgals (Klimíček, Christov) 21:21' Mrázek (Šedivý, Krenželok) 27:20' Šedivý (Krenželok, Mrázek) 45:28' | Razgals (Klimíček, Christov) 21:21' Mrázek (Šedivý, Krenželok) 27:20' Šedivý (Krenželok, Mrázek) 45:28' | 1:0 2:0 3:0 |                 | Rozhodčí: Roman Svoboda Martin Rapák Čároví: Jan Vašíček Henrich Kráľ |
| 8 min                                                                                                   | 8 min                                                                                                   | Tresty      | 4 min           | Rozhodčí: Roman Svoboda Martin Rapák Čároví: Jan Vašíček Henrich Kráľ |
| 34 | 34 | Střely      | 36              | Rozhodčí: Roman Svoboda Martin Rapák Čároví: Jan Vašíček Henrich Kráľ |

| 4. listopadu 2023 17:00 | VHK ROBE Vsetín | 5 : 1 (3:0, 1:0, 1:1) | HC ZUBR Přerov | Na Lapači, Vsetín Návštěvnost: 2 820 |  |

| Report | |                         |                                               |                                                                       |
| Maksim Zhukov | Maksim Zhukov | Brankáři                | Marek Stuchlík (od 19. minuty Michal Postava) | Rozhodčí: Jakub Valenta Martin Rapák Čároví: Roman Zídek Ondřej Polák |
| Jonák (Melenovský, Petrovický) 03:14' Larsen (Staněk, Rob) 18:29' Klhůfek (Dědek, Hrňa) 18:51' Bláha (Kern, Petrovický) 21:52' Kratochvíl (Kojo, Rob) 46:11' | Jonák (Melenovský, Petrovický) 03:14' Larsen (Staněk, Rob) 18:29' Klhůfek (Dědek, Hrňa) 18:51' Bláha (Kern, Petrovický) 21:52' Kratochvíl (Kojo, Rob) 46:11' | 1:0 2:0 3:0 4:0 5:0 5:1 | 59:31' Indrák (Hejcman, Černý)                | Rozhodčí: Jakub Valenta Martin Rapák Čároví: Roman Zídek Ondřej Polák |
| 4 min | 4 min | Tresty                  | 8 min                                         | Rozhodčí: Jakub Valenta Martin Rapák Čároví: Roman Zídek Ondřej Polák |
| 41 | 41 | Střely                  | 20                                            | Rozhodčí: Jakub Valenta Martin Rapák Čároví: Roman Zídek Ondřej Polák |

| 13. listopadu 2023 18:00 | HC Dynamo Pardubice B | 2 : 1 (0:0, 1:1, 1:0) | VHK ROBE Vsetín | Zimní stadion Chrudim, Chrudim Návštěvnost: 611 |  |

| Report                                                               |                                                                      |             |                    |                                                                          |
| David Honzík                                                         | David Honzík                                                         | Brankáři    | Maksim Zhukov      | Rozhodčí: Roman Svoboda Lukáš Bejček Čároví: Petr Maštalíř Aleš Roischel |
| Urban (Nedbal, Mikyska) 22:08' Tvrdík (Pochobradský, Chabada) 54:53' | Urban (Nedbal, Mikyska) 22:08' Tvrdík (Pochobradský, Chabada) 54:53' | 1:0 1:1 2:1 | 32:34' Jonák (Rob) | Rozhodčí: Roman Svoboda Lukáš Bejček Čároví: Petr Maštalíř Aleš Roischel |
| 4 min                                                                | 4 min                                                                | Tresty      | 10 min             | Rozhodčí: Roman Svoboda Lukáš Bejček Čároví: Petr Maštalíř Aleš Roischel |
| 20                                                                   | 20                                                                   | Střely      | 18                 | Rozhodčí: Roman Svoboda Lukáš Bejček Čároví: Petr Maštalíř Aleš Roischel |

| 15. listopadu 2023 17:30 | VHK ROBE Vsetín | 4 : 0 (1:0, 2:0, 1:0) | HC Baník Sokolov | Na Lapači, Vsetín Návštěvnost: 3 323 |  |

| Report                                                                                          |                                                                                                 |                 |               |                                                                            |
| Maksim Zhukov                                                                                   | Maksim Zhukov                                                                                   | Brankáři        | Petr Hamalčík | Rozhodčí: Přemysl Skopal Michal Maršálek Čároví: Jan Kleprlík David Otáhal |
| Hrňa (Dědek) 10:16' Jandus (Ďurkáč, Hrňa) 31:53' Rob (Jonák, Staněk) 38:37' Hrňa (Dědek) 55:28' | Hrňa (Dědek) 10:16' Jandus (Ďurkáč, Hrňa) 31:53' Rob (Jonák, Staněk) 38:37' Hrňa (Dědek) 55:28' | 1:0 2:0 3:0 4:0 |               | Rozhodčí: Přemysl Skopal Michal Maršálek Čároví: Jan Kleprlík David Otáhal |
| 4 min                                                                                           | 4 min                                                                                           | Tresty          | 10 min        | Rozhodčí: Přemysl Skopal Michal Maršálek Čároví: Jan Kleprlík David Otáhal |
| 42                                                                                              | 42                                                                                              | Střely          | 16            | Rozhodčí: Přemysl Skopal Michal Maršálek Čároví: Jan Kleprlík David Otáhal |

| 17. listopadu 2023 18:00 | Berani Zlín | 5 : 4 (1:1, 2:1, 2:2) | VHK ROBE Vsetín | Zimní stadion Luďka Čajky, Zlín Návštěvnost: 7 000 (vyprodáno) |  |

| Report | |                                     | |                                                                                 |
| Daniel Huf | Daniel Huf | Brankáři                            | Maksim Zhukov                                                                                                  | Rozhodčí: Miroslav Petružálek Tomáš Mejzlík Čároví: Ondřej Kokrment David Thuma |
| Kindl (Salonen) 17:46' Novotný (Kindl) 30:19' Sadovikov (Sedláček, Suhrada) 38:40' Gago (Husa) 43:34' Novák (Süss, Husa) 51:18' | Kindl (Salonen) 17:46' Novotný (Kindl) 30:19' Sadovikov (Sedláček, Suhrada) 38:40' Gago (Husa) 43:34' Novák (Süss, Husa) 51:18' | 0:1 1:1 2:1 2:2 3:2 4:2 4:3 4:4 5:4 | 03:52' Hrňa (Dědek, Hořanský) 31:25' Jenáček (Kern, Jandus) 44:53' Koláček (Bláha, Kubiš) 45:09' Rob (Klhůfek) | Rozhodčí: Miroslav Petružálek Tomáš Mejzlík Čároví: Ondřej Kokrment David Thuma |
| 7 min | 7 min | Tresty                              | 4 min | Rozhodčí: Miroslav Petružálek Tomáš Mejzlík Čároví: Ondřej Kokrment David Thuma |
| 29 | 29 | Střely                              | 40 | Rozhodčí: Miroslav Petružálek Tomáš Mejzlík Čároví: Ondřej Kokrment David Thuma |

| 22. listopadu 2023 17:30 | VHK ROBE Vsetín | 2 : 3 (0:0, 1:1, 1:2) | HC Frýdek-Místek | Na Lapači, Vsetín Návštěvnost: 1 890 |  |

| Report                                                 |                                                        |                     |                                                                                             |                                                                        |
| Maksim Zhukov                                          | Maksim Zhukov                                          | Brankáři            | Vojtěch Mokry (od 30. minuty Patrik Švančara)                                               | Rozhodčí: Ondřej Šudoma Roman Svoboda Čároví: Ondřej Malý Pavel Mikšík |
| Ďurkáč (Koláček, Larsen) 22:55' Bláha (Klhůfek) 59:51' | Ďurkáč (Koláček, Larsen) 22:55' Bláha (Klhůfek) 59:51' | 1:0 1:1 1:2 1:3 2:3 | 25:45' Martynek (Marosz, Haman) 42:29' Cedzo (Veselý, Urbanec) 56:24' Haas (Svačina, Cedzo) | Rozhodčí: Ondřej Šudoma Roman Svoboda Čároví: Ondřej Malý Pavel Mikšík |
| 2 min                                                  | 2 min                                                  | Tresty              | 6 min                                                                                       | Rozhodčí: Ondřej Šudoma Roman Svoboda Čároví: Ondřej Malý Pavel Mikšík |
| 31                                                     | 31                                                     | Střely              | 18                                                                                          | Rozhodčí: Ondřej Šudoma Roman Svoboda Čároví: Ondřej Malý Pavel Mikšík |

| 25. listopadu 2023 17:30 | HC LERAM Orli Znojmo | 3 : 4 PP (1:0, 2:1, 0:2 – 0:1) | VHK ROBE Vsetín | Nevoga aréna, Znojmo Návštěvnost: 1 919 |  |

| Report                                                                                          |                                                                                                 |                             | |                                                                           |
| Dominik Groh                                                                                    | Dominik Groh                                                                                    | Brankáři                    | Patrik Romančík                                                                                      | Rozhodčí: Tomáš Horák Lukáš Bejček Čároví: Jakub Dědek František Štěpánek |
| Berka (Bartko, Zahradníček) 13:50' Svoboda (Jenyš, Matuš) 35:44' Jenyš (Hruška, Svoboda) 39:35' | Berka (Bartko, Zahradníček) 13:50' Svoboda (Jenyš, Matuš) 35:44' Jenyš (Hruška, Svoboda) 39:35' | 1:0 1:1 2:1 3:1 3:2 3:3 3:4 | 26:39' Kern (Jenáček, Dědek) 44:16' Jandus (Staněk) 56:08' Klhůfek (Kern, Larsen) 64:22' Rob (Jonák) | Rozhodčí: Tomáš Horák Lukáš Bejček Čároví: Jakub Dědek František Štěpánek |
| 11 min                                                                                          | 11 min                                                                                          | Tresty                      | 11 min                                                                                               | Rozhodčí: Tomáš Horák Lukáš Bejček Čároví: Jakub Dědek František Štěpánek |
| 36                                                                                              | 36                                                                                              | Střely                      | 35                                                                                                   | Rozhodčí: Tomáš Horák Lukáš Bejček Čároví: Jakub Dědek František Štěpánek |

| 27. listopadu 2023 17:30 | VHK ROBE Vsetín | 7 : 3 (3:2, 1:0, 3:1) | SC Marimex Kolín | Na Lapači, Vsetín Návštěvnost: 1 886 |  |

| Report | |                                         |                                                                                           |                                                                         |
| Patrik Romančík | Patrik Romančík | Brankáři                                | Jakub Soukup (od 44. minuty Jakub Tichý)                                                  | Rozhodčí: Zbyněk Kubičík Ondřej Šudoma Čároví: David Otáhal Jan Vašíček |
| Jandus (Dědek, Hrňa) 03:57' Kern (Jenáček, Hořanský) 17:08' Larsen 19:59' Klhůfek (Rob, Jonák) 20:28' Klhůfek (Rob, Jonák) 40:11' Klhůfek (Jonák, Rob) 43:16' Jonák (Rob, Ondračka) 45:48' | Jandus (Dědek, Hrňa) 03:57' Kern (Jenáček, Hořanský) 17:08' Larsen 19:59' Klhůfek (Rob, Jonák) 20:28' Klhůfek (Rob, Jonák) 40:11' Klhůfek (Jonák, Rob) 43:16' Jonák (Rob, Ondračka) 45:48' | 1:0 1:1 1:2 2:2 3:2 4:2 5:2 6:2 7:2 7:3 | 05:28' Piegl (Němec, Pajer) 06:21' Pajer (Skořepa, Dlouhý) 50:02' Vrhel (Moravec, Gaspar) | Rozhodčí: Zbyněk Kubičík Ondřej Šudoma Čároví: David Otáhal Jan Vašíček |
| 14 min | 14 min | Tresty                                  | 49 min                                                                                    | Rozhodčí: Zbyněk Kubičík Ondřej Šudoma Čároví: David Otáhal Jan Vašíček |
| 55 | 55 | Střely                                  | 21                                                                                        | Rozhodčí: Zbyněk Kubičík Ondřej Šudoma Čároví: David Otáhal Jan Vašíček |

| 29. listopadu 2023 18:00 | LHK Jestřábi Prostějov | 1 : 6 (0:4, 1:1, 0:1) | VHK ROBE Vsetín | Zimní stadion Prostějov, Prostějov Návštěvnost: 712 |  |

| Report                          |                                 |                             | |                                                                         |
| Jaroslav Pavelka                | Jaroslav Pavelka                | Brankáři                    | Patrik Romančík | Rozhodčí: Jan Grygera Michal Kostourek Čároví: Milan Jindra Petr Kotlík |
| Veselý (Ostřížek, Račuk) 28:27' | Veselý (Ostřížek, Račuk) 28:27' | 0:1 0:2 0:3 0:4 0:5 1:5 1:6 | 07:51' Jandus (Jenáček) 13:56' Kratochvíl 15:50' Hrňa (Dědek, Jenáček) 18:50' Staněk (Hořanský, Jandus) 21:18' Hrňa (Jenáček, Jandus) 42:50' Klhůfek (Holec, Jonák) | Rozhodčí: Jan Grygera Michal Kostourek Čároví: Milan Jindra Petr Kotlík |
| 27 min                          | 27 min                          | Tresty                      | 4 min | Rozhodčí: Jan Grygera Michal Kostourek Čároví: Milan Jindra Petr Kotlík |
| 23                              | 23                              | Střely                      | 36 | Rozhodčí: Jan Grygera Michal Kostourek Čároví: Milan Jindra Petr Kotlík |

#### 3. čtvrtina
| 2. prosince 2023 17:30 | SK Horácká Slavia Třebíč | 5 : 4 (2:0, 1:2, 2:2) | VHK ROBE Vsetín | KHNP Arena, Třebíč Návštěvnost: 991 |  |

| Report | |                                     | |                                                                               |
| Pavel Jekel | Pavel Jekel | Brankáři                            | Patrik Romančík | Rozhodčí: Miroslav Petružálek Václav Kosnar Čároví: Milan Jindra Jan Kleprlík |
| Bittner (Dočekal, Bořuta) 05:53' Psota (Dočekal, Vodička) 08:28' Frömel (Ferda, Bořuta) 32:27' Michálek (Ondráček, Ferda) 52:06' Michálek (Ferda, Ondráček) 59:15' | Bittner (Dočekal, Bořuta) 05:53' Psota (Dočekal, Vodička) 08:28' Frömel (Ferda, Bořuta) 32:27' Michálek (Ondráček, Ferda) 52:06' Michálek (Ferda, Ondráček) 59:15' | 1:0 2:0 2:1 3:1 3:2 3:3 4:3 4:4 5:4 | 26:09' Rob (Jonák, Ďurkáč) 36:08' Kern (Jenáček, Dědek) 47:14' Jonák (Klhůfek, Larsen) 55:34' Kern (Staněk, Hořanský) | Rozhodčí: Miroslav Petružálek Václav Kosnar Čároví: Milan Jindra Jan Kleprlík |
| 8 min | 8 min | Tresty                              | 10 min | Rozhodčí: Miroslav Petružálek Václav Kosnar Čároví: Milan Jindra Jan Kleprlík |
| 27 | 27 | Střely                              | 22 | Rozhodčí: Miroslav Petružálek Václav Kosnar Čároví: Milan Jindra Jan Kleprlík |

| 6. prosince 2023 17:00 | VHK ROBE Vsetín | 3 : 2 (1:1, 1:1, 1:0) | HC Slavia Praha | Na Lapači, Vsetín Návštěvnost: 2 388 |  |

| Report                                                                                 |                                                                                        |                     |                                                                |                                                                          |
| Maksim Zhukov                                                                          | Maksim Zhukov                                                                          | Brankáři            | Tomáš Volevecký                                                | Rozhodčí: Luděk Pilný Jakub Zeliska Čároví: Aleš Roischel Patrik Augusta |
| Dědek (Hrňa, Jenáček) 18:56' Kern (Hořanský, Jandus) 35:56' Holec (Dědek, Hrňa) 41:13' | Dědek (Hrňa, Jenáček) 18:56' Kern (Hořanský, Jandus) 35:56' Holec (Dědek, Hrňa) 41:13' | 0:1 1:1 1:2 2:2 3:2 | 08:23' Kulda (Klikorka, Strnad) 22:46' Všetečka (Brož, Průžek) | Rozhodčí: Luděk Pilný Jakub Zeliska Čároví: Aleš Roischel Patrik Augusta |
| 29 min                                                                                 | 29 min                                                                                 | Tresty              | 8 min                                                          | Rozhodčí: Luděk Pilný Jakub Zeliska Čároví: Aleš Roischel Patrik Augusta |
| 25                                                                                     | 25                                                                                     | Střely              | 26                                                             | Rozhodčí: Luděk Pilný Jakub Zeliska Čároví: Aleš Roischel Patrik Augusta |

| 9. prosince 2023 17:00 | VHK ROBE Vsetín | 8 : 5 (3:2, 3:1, 2:2) | HC Stadion Litoměřice | Na Lapači, Vsetín Návštěvnost: 2 321 |  |

| Report | |                                                     | |                                                                   |
| Maksim Zhukov | Maksim Zhukov | Brankáři                                            | Oliver Šatný | Rozhodčí: Tomáš Micka Tomas Šico Čároví: Jakub Maňák Jakub Teršíp |
| Rob (Klhůfek, Smetana) 03:15' Larsen (Rob, Jonák) 06:59' Kern (Hrňa, Jenáček) 09:46' Kernob (Jandus, Smetana) 28:16' Hrňa (Kern, Jenáček) 38:32' Dědek (Kubiš) 39:14' Dědek (Jenáček, Hrňa) 50:37' Hořanský (Hryciow, do prázdné branky) 59:59' | Rob (Klhůfek, Smetana) 03:15' Larsen (Rob, Jonák) 06:59' Kern (Hrňa, Jenáček) 09:46' Kernob (Jandus, Smetana) 28:16' Hrňa (Kern, Jenáček) 38:32' Dědek (Kubiš) 39:14' Dědek (Jenáček, Hrňa) 50:37' Hořanský (Hryciow, do prázdné branky) 59:59' | 1:0 2:0 3:0 3:1 3:2 4:2 4:3 5:3 6:3 7:3 7:4 7:5 8:5 | 11:57' Aubrecht (Svoboda, Kordule) 16:13' Hauser (Kordule, Husák) 33:51' Korkiakoski (Jícha, Svoboda) 53:51' Hauser (Aubrecht, Svoboda) 58:12' Ton (Hrabík, Vitouch) | Rozhodčí: Tomáš Micka Tomas Šico Čároví: Jakub Maňák Jakub Teršíp |
| 19 min | 19 min | Tresty                                              | 21 min | Rozhodčí: Tomáš Micka Tomas Šico Čároví: Jakub Maňák Jakub Teršíp |
| 36 | 36 | Střely                                              | 31 | Rozhodčí: Tomáš Micka Tomas Šico Čároví: Jakub Maňák Jakub Teršíp |

| 18. prosince 2023 17:30 | HC Dukla Jihlava | 0 : 2 (0:1, 0:1, 0:0) | VHK ROBE Vsetín | Zimní stadion Pelhřimov, Pelhřimov Návštěvnost: 648 |  |

| Report     |            |          |                                                               |                                                                       |
| Adam Beran | Adam Beran | Brankáři | Maksim Zhukov                                                 | Rozhodčí: Josef Barek Václav Kosnar Čároví: Milan Jindra Václav Beneš |
|            |            | 0:1 0:2  | 16:35' Rob (Berzinš, Jonák) 38:03' Jenáček (Hořanský, Jandus) | Rozhodčí: Josef Barek Václav Kosnar Čároví: Milan Jindra Václav Beneš |
| 12 min     | 12 min     | Tresty   | 12 min                                                        | Rozhodčí: Josef Barek Václav Kosnar Čároví: Milan Jindra Václav Beneš |
| 15         | 15         | Střely   | 22                                                            | Rozhodčí: Josef Barek Václav Kosnar Čároví: Milan Jindra Václav Beneš |

| 20. prosince 2023 17:30 | VHK ROBE Vsetín | 2 : 3 (0:1, 1:1, 1:1) | HC RT TORAX Poruba 2011 | Na Lapači, Vsetín Návštěvnost: 3 286 |  |

| Report                                                       |                                                              |                     |                                                                         |                                                                            |
| Maksim Zhukov                                                | Maksim Zhukov                                                | Brankáři            | Daniel Dolejš                                                           | Rozhodčí: Přemysl Skopal Daniel Jechoutek Čároví: Roman Zídek Jan Kleprlík |
| Kern (Jandus, Hryciow) 29:13' Dědek (Hamřík, Klhůfek) 51:33' | Kern (Jandus, Hryciow) 29:13' Dědek (Hamřík, Klhůfek) 51:33' | 0:1 0:2 1:2 1:3 2:3 | 19:23' Christov (Gřeš) 27:15' Šoustal 42:04' Šoustal (Klimíček, Tvrdoň) | Rozhodčí: Přemysl Skopal Daniel Jechoutek Čároví: Roman Zídek Jan Kleprlík |
| 6 min                                                        | 6 min                                                        | Tresty              | 8 min                                                                   | Rozhodčí: Přemysl Skopal Daniel Jechoutek Čároví: Roman Zídek Jan Kleprlík |
| 34                                                           | 34                                                           | Střely              | 24                                                                      | Rozhodčí: Přemysl Skopal Daniel Jechoutek Čároví: Roman Zídek Jan Kleprlík |

| 27. prosince 2023 17:30 | HC ZUBR Přerov | 0 : 1 (0:0, 0:0, 0:1) | VHK ROBE Vsetín | Meo Aréna, Přerov Návštěvnost: 1 908 |  |

| Report         |                |          |                     |                                                                      |
| Michal Postava | Michal Postava | Brankáři | Maksim Zhukov       | Rozhodčí: Tomáš Horák Martin Rapák Čároví: Petr Maštalíř Jan Vašíček |
|                |                | 0:1      | 55:03' Rob (Larsen) | Rozhodčí: Tomáš Horák Martin Rapák Čároví: Petr Maštalíř Jan Vašíček |
| 10 min         | 10 min         | Tresty   | 8 min               | Rozhodčí: Tomáš Horák Martin Rapák Čároví: Petr Maštalíř Jan Vašíček |
| 24             | 24             | Střely   | 31                  | Rozhodčí: Tomáš Horák Martin Rapák Čároví: Petr Maštalíř Jan Vašíček |

| 29. prosince 2023 17:30 | VHK ROBE Vsetín | 5 : 4 (2:2, 0:1, 3:1) | HC Dynamo Pardubice B | Na Lapači, Vsetín Návštěvnost: 3 510 |  |

| Report | |                                     | |                                                                          |
| Maksim Zhukov | Maksim Zhukov | Brankáři                            | David Honzík | Rozhodčí: Kamil Zavřel Ondřej Šudoma Čároví: Václav Juránek Martin Tvrdý |
| Smetana (Rob) 16:20' Berzinš (Jonák, Rob) 17:25' Bláha (Klhůfek) 50:07' Klhůfek (Jenáček, Kern) 53:05' Klhůfek (Holec, Hryciow) 53:43' | Smetana (Rob) 16:20' Berzinš (Jonák, Rob) 17:25' Bláha (Klhůfek) 50:07' Klhůfek (Jenáček, Kern) 53:05' Klhůfek (Holec, Hryciow) 53:43' | 0:1 0:2 1:2 2:2 2:3 3:3 4:3 5:3 5:4 | 03:19' Nedbal (Žálčík, Kaštánek) 12:28' Kaut (Lichtag, Žálčík) 39:18' Hrníčko (Herčík, Mikyska) 56:12' Zdráhal (Mikyska, Herčík) | Rozhodčí: Kamil Zavřel Ondřej Šudoma Čároví: Václav Juránek Martin Tvrdý |
| 10 min | 10 min | Tresty                              | 12 min | Rozhodčí: Kamil Zavřel Ondřej Šudoma Čároví: Václav Juránek Martin Tvrdý |
| 33 | 33 | Střely                              | 23 | Rozhodčí: Kamil Zavřel Ondřej Šudoma Čároví: Václav Juránek Martin Tvrdý |

| 3. ledna 2024 18:00 | HC Baník Sokolov | 4 : 1 (0:0, 2:0, 2:1) | VHK ROBE Vsetín | Zimní stadion Sokolov, Sokolov Návštěvnost: 654 |  |

| Report | |                     |                        |                                                                                |
| Petr Hamalčík | Petr Hamalčík | Brankáři            | Maksim Zhukov          | Rozhodčí: Miroslav Petružálek Tomáš Micka Čároví: Ondřej Kokrment Štefan Belko |
| Novotný (Mlčák, Rohan) 22:56' Němeček (Vracovský) 34:00' Weinhold 50:40' Kverka (Tomeček, do prázdné branky) 59:01' | Novotný (Mlčák, Rohan) 22:56' Němeček (Vracovský) 34:00' Weinhold 50:40' Kverka (Tomeček, do prázdné branky) 59:01' | 1:0 2:0 2:1 3:1 4:1 | 45:25' Dědek (Smetana) | Rozhodčí: Miroslav Petružálek Tomáš Micka Čároví: Ondřej Kokrment Štefan Belko |
| 6 min | 6 min | Tresty              | 4 min                  | Rozhodčí: Miroslav Petružálek Tomáš Micka Čároví: Ondřej Kokrment Štefan Belko |
| 24 | 24 | Střely              | 24                     | Rozhodčí: Miroslav Petružálek Tomáš Micka Čároví: Ondřej Kokrment Štefan Belko |

| 6. ledna 2024 17:00 | VHK ROBE Vsetín | 1 : 2 SN (0:1, 1:0, 0:0 – 0:0 – 0:1) | Berani Zlín | Na Lapači, Vsetín Návštěvnost: 5 000 |  |

| Report                                               |                                                      |                                            |                                                |                                                                        |
| Maksim Zhukov                                        | Maksim Zhukov                                        | Brankáři                                   | Daniel Huf                                     | Rozhodčí: Roman Svoboda Tomáš Mejzlík Čároví: Ondřej Malý Henrich Kráľ |
| Klhůfek (Holec, Kern) 24:54' Klhůfek Jonák Holec Rob | Klhůfek (Holec, Kern) 24:54' Klhůfek Jonák Holec Rob | 0:1 1:1 Samostatné nájezdy 0:0 0:1 0:2 0:2 | 02:34' Gago (Sedláček, Köhler) Süss Šlahař Čáp | Rozhodčí: Roman Svoboda Tomáš Mejzlík Čároví: Ondřej Malý Henrich Kráľ |
| 14 min                                               | 14 min                                               | Tresty                                     | 14 min                                         | Rozhodčí: Roman Svoboda Tomáš Mejzlík Čároví: Ondřej Malý Henrich Kráľ |
| 35                                                   | 35                                                   | Střely                                     | 32                                             | Rozhodčí: Roman Svoboda Tomáš Mejzlík Čároví: Ondřej Malý Henrich Kráľ |

| 8. ledna 2024 18:00 | HC Frýdek-Místek | 5 : 1 (3:0, 1:0, 1:1) | VHK ROBE Vsetín | Hala Polárka, Frýdek-Místek Návštěvnost: 1 019 |  |

| Report | |                         |                                             |                                                                            |
| Patrik Švančara | Patrik Švančara | Brankáři                | Maksim Zhukov (od 21. minuty Adam Pavlíček) | Rozhodčí: Radek Wagner Zbyněk Kubičík Čároví: David Otáhal Jaroslav Peluha |
| Klimša (Haman, Walega) 06:53' Haas (Walega) 09:07' Geidl (Ramik) 13:38' Walega (Svačina, Veselý) 28:50' Walega (Cedzo, Marosz) 46:26' | Klimša (Haman, Walega) 06:53' Haas (Walega) 09:07' Geidl (Ramik) 13:38' Walega (Svačina, Veselý) 28:50' Walega (Cedzo, Marosz) 46:26' | 1:0 2:0 3:0 4:0 5:0 5:1 | 49:26' Larsen (Berzinš, Rob)                | Rozhodčí: Radek Wagner Zbyněk Kubičík Čároví: David Otáhal Jaroslav Peluha |
| 20 min | 20 min | Tresty                  | 12 min                                      | Rozhodčí: Radek Wagner Zbyněk Kubičík Čároví: David Otáhal Jaroslav Peluha |
| 22 | 22 | Střely                  | 30                                          | Rozhodčí: Radek Wagner Zbyněk Kubičík Čároví: David Otáhal Jaroslav Peluha |

| 10. ledna 2024 17:30 | VHK ROBE Vsetín | 1 : 2 SN (0:0, 1:1, 0:0 – 0:0 – 0:1) | HC LERAM Orli Znojmo | Na Lapači, Vsetín Návštěvnost: 1 720 |  |

| Report        |               |                                                    |              |                                                                     |
| Maksim Zhukov | Maksim Zhukov | Brankáři                                           | Dominik Groh | Rozhodčí: Ondřej Šudoma Tomaš Šico Čároví: Jan Vašíček Martin Tvrdý |
|               |               | 1:1 Samostatné nájezdy 1:0 1:1 2:1 2:2 0:1 0:0 0:0 |              | Rozhodčí: Ondřej Šudoma Tomaš Šico Čároví: Jan Vašíček Martin Tvrdý |
| 6 min         | 6 min         | Tresty                                             | 6 min        | Rozhodčí: Ondřej Šudoma Tomaš Šico Čároví: Jan Vašíček Martin Tvrdý |
| 32            | 32            | Střely                                             | 27           | Rozhodčí: Ondřej Šudoma Tomaš Šico Čároví: Jan Vašíček Martin Tvrdý |

## Statistiky základní části

### Kanadské bodování
Toto je průběžné pořadí hráčů Vsetína podle dosažených bodů. Za jeden vstřelený gól nebo přihrávku na gól hráč získal jeden bod.
| Poř. | Hráč          | Z. | G  | A  | B  | TM | +/- |
| ---- | ------------- | -- | -- | -- | -- | -- | --- |
| 1.   | Luboš Rob     | 33 | 11 | 20 | 31 | 43 | +9  |
| 2.   | Erik Hrňa     | 29 | 13 | 15 | 28 | 10 | +8  |
| 3.   | Vít Jonák     | 33 | 10 | 18 | 28 | 11 | +7  |
| 4.   | Tomáš Jandus  | 33 | 8  | 12 | 20 | 24 | +5  |
| 5.   | Jan Kern      | 33 | 10 | 9  | 19 | 26 | +2  |
| 6.   | Šimon Jenáček | 30 | 4  | 15 | 19 | 8  | +12 |
| 7.   | Pavel Klhůfek | 24 | 9  | 8  | 17 | 14 | +6  |
| 8.   | Matyáš Dědek  | 32 | 6  | 11 | 17 | 2  | +6  |
| 9.   | Robin Staněk  | 32 | 6  | 6  | 12 | 18 | +2  |
| 10.  | Roman Půček   | 13 | 6  | 5  | 11 | 8  | +7  |

### Hodnocení brankářů
Toto je průběžné pořadí brankářů Vsetína.
| Poř. | Hráč            | Z. | MIN  | OG | PZ  | PS  | POG  | Úsp%  | N |
| ---- | --------------- | -- | ---- | -- | --- | --- | ---- | ----- | - |
| 1.   | Patrik Romančík | 13 | 780  | 31 | 317 | 348 | 2.38 | 91.09 | 0 |
| 2.   | Maksim Zhukov   | 21 | 1179 | 49 | 401 | 450 | 2.49 | 89.11 | 4 |
| 3.   | Adam Pavlíček   | 1  | 27   | 1  | 8   | 9   | 2.22 | 88.89 | 0 |

## Domácí návštěvnost
Aktuální k datu 29. prosince 2023.
| Soutěž                      | Celkově | Zápasy | Průměrně |
| --------------------------- | ------- | ------ | -------- |
| Chance liga – základní část | 44 583  | 17     | 2 623    |
| Celkově                     | 44 583  | 17     | 2 623    |